# Down (singel Jaya Seana)
Down – pierwszy singiel pochodzący z trzeciego albumu "All or Nothing" brytyjskiego wokalisty Jaya Seana. Piosenka wykonywana jest w duecie z amerykańskim raperem Lilem Wayne'em. 30 maja 2009 roku wydano singel w Stanach Zjednoczonych jako airplay. Natomiast 30 czerwca także Stanach Zjednoczonych oraz Kanadzie w formacie digital. W 2009 roku piosenka zajęła 14. miejsce w rankingu najchętniej sprzedawanych singli na świecie.

## Teledysk
Pierwsze ujęcia kręcone były 24 kwietnia 2009 roku w Londynie, bez udziału Lil' Wayne. Ostatecznie teledysk został nakręcony w Miami, już z udziałem amerykańskiego rapera. Prace nad nim ukończono 30 kwietnia.
Premiera klipu odbyła się 31 lipca 2009 roku na oficjalnym koncie YouTube wokalisty. Przez około tydzień był najczęściej oglądanym filmikiem na tej stronie.

## Lista utworów
Promo US CD
1. "Down" (Clean feat. Lil Wayne) – 3:32
2. "Down" (Clean without Rap) – 3:15
3. "Down" (Instrumental) – 3:32
4. "Down" (Bobbybass Dance Remix) – 4:00

UK Single CD
1. "Down" (feat. Lil Wayne) – 3:32
2. "Down" (Jason Nevins Edit) – 3:39
3. "Down" (Roll Deep Mix) – 4:05
4. "Down" (K-Warren Remix) – 5:45
5. "Down" (Chasing Pluto Remix) – 3:47

## Sprzedaż i  certyfikaty
| Miejsce           | Certyfikat             |
| ----------------- | ---------------------- |
| Stany Zjednoczone | 3x Platyna             |
| Nowa Zelandia     | Platyna                |
| Australia         | Platyna                |
| Kanada            | Platyna                |
| Wielka Brytania   | Złoto                  |
| Świat             | 2x Platyna (4.307.000) |

## Notowania
| Notowanie                 | Najwyższa pozycja |
| ------------------------- | ----------------- |
| Stany Zjednoczone         | 1                 |
| Stany Zjednoczone Airplay | 1                 |
| Kanada                    | 3                 |
| Nowa Zelandia             | 2                 |
| Australia                 | 2                 |
| Japonia                   | 79                |
| Szwecja                   | 25                |
| Bułgaria                  | 5                 |
| Szwajcaria                | 8                 |
| Norwegia                  | 5                 |
| Polska                    | 29                |
| Niemcy                    | 9                 |
| Portugalia                | 42                |
| Irlandia                  | 10                |
| Dania                     | 7                 |
| Austria                   | 8                 |
| Belgia                    | 32                |
| Holandia                  | 17                |
| Wielka Brytania           | 3                 |
| Słowacja                  | 1                 |
| Turcja                    | 1                 |
| Cypr                      | 1                 |
| Unia Europejska           | 30                |
| Świat                     | 3                 |
| Rhythmic Airplay Chart    | 29                |

## Historia wydania
| Miejsce           | Data                 | Format  | Wytwórnia          |
| ----------------- | -------------------- | ------- | ------------------ |
| Stany Zjednoczone | 31 maja 2009         | Airplay | Cash Money Records |
| Stany Zjednoczone | 30 czerwca 2009      | Digital | Cash Money Records |
| Kanada            | 30 czerwca 2009      | Digital | Cash Money Records |
| Norwegia          | 18 sierpnia 2009     | Radio   | Universal          |
| Belgia            | 24 sierpnia 2009     | Digital | Universal          |
| Francja           | 24 sierpnia 2009     | Digital | Universal          |
| Szwecja           | 24 sierpnia 2009     | Digital | Universal          |
| Nowa Zelandia     | 24 sierpnia 2009     | Digital | Universal          |
| Wielka Brytania   | 10 września 2009     | Radio   | Jayded Records     |
| Wielka Brytania   | 26 października 2009 | Digital | Jayded Records     |